# Athlītikos Omilos Platania Chaniōn 2015-2016
Questa voce raccoglie le informazioni riguardanti l'Athlītikos Omilos Platania Chaniōn nelle competizioni ufficiali della stagione 2015-2016.

## Rosa
| N. |                                 | Ruolo | Calciatore             |
| -- | ------------------------------- | ----- | ---------------------- |
| 1  | Martinica (bandiera)            | P     | Kévin Olimpa           |
| 2  | Grecia (bandiera)               | D     | Giannis Kargas         |
| 3  | Camerun (bandiera)              | D     | Yaya Banana            |
| 4  | Serbia (bandiera)               | C     | Filip Stanisavljević   |
| 5  | Grecia (bandiera)               | D     | Alkis Dimitris         |
| 6  | Bosnia ed Erzegovina (bandiera) | C     | Ognjen Gnjatić         |
| 7  | Grecia (bandiera)               | C     | Konstantinos Mendrinos |
| 9  | Argentina (bandiera)            | A     | Leonardo Ramos         |
| 10 | Serbia (bandiera)               | C     | Luka Milunović         |
| 11 | Grecia (bandiera)               | C     | Athanasios Tsourakis   |
| 18 | Malawi (bandiera)               | C     | Tawonga Chimodzi       |
| 19 | Spagna (bandiera)               | C     | Igor Angulo            |
| 20 | Grecia (bandiera)               | C     | Fanourīs Goundoulakīs  |
| 21 | Grecia (bandiera)               | P     | Dimitrios Kasotakis    |

| N. |                      | Ruolo | Calciatore                |
| -- | -------------------- | ----- | ------------------------- |
| 22 | Francia (bandiera)   | D     | Bernard Itoua             |
| 23 | Mali (bandiera)      | D     | Ousmane Coulibaly         |
| 24 | Argentina (bandiera) | C     | Juan Munafo               |
| 25 | Grecia (bandiera)    | D     | Georgios Valerianos       |
| 26 | Grecia (bandiera)    | C     | Athanasios Ntinas         |
| 27 | Brasile (bandiera)   | D     | Vanderson                 |
| 28 | Grecia (bandiera)    | C     | Konstantinos Pangalos     |
| 32 | Grecia (bandiera)    | P     | Dimitrios Sotiriou        |
| 33 | Ucraina (bandiera)   | D     | Evgen Selin               |
| 77 | Grecia (bandiera)    | D     | Alexandros Apostolopoulos |
| 92 | Grecia (bandiera)    | P     | Antonis Kokkalas          |
| 97 | Albania (bandiera)   | C     | Renato Ziko               |
| 98 | Grecia (bandiera)    | C     | Dimitrios Skouloudakis    |
| 99 | Grecia (bandiera)    | A     | Georgios Giakoumakis      |